# Max Rothstein
Max Rothstein (* 6. Februar 1859 in Berlin; † 24. November 1940 ebenda) war ein deutscher Klassischer Philologe.

## Leben
Max Rothstein studierte Klassische Philologie an der Berliner Universität, wo ihn besonders Johannes Vahlen prägte. Bei ihm wurde Rothstein 1880 mit einer Dissertation über Tibulls handschriftliche Überlieferung promoviert. Vahlen unterstützte auch die weitere akademische Karriere seines Schülers, der sich 1887 an der Universität Berlin habilitierte und als Privatdozent angestellt wurde. Der Akademisch-Philologische Verein Berlin im Naumburger Kartellverband ernannte ihn zum Ehrenmitglied.
Rothstein blieb jedoch am Seminar und in der akademischen Welt ein Außenseiter. Nach einer ungünstigen Rezension Friedrich Leos zu Rothsteins Kommentar der Properz-Elegien (Berlin 1898) waren die Aussichten auf Berufung an eine andere Universität zunichte. Vahlens Versuch, Rothstein eine außerordentliche Professur zu verschaffen (1900), scheiterte; die Professur erhielt stattdessen Richard Heinze. Erst 1924, im vorgerückten Alter, wurde Rothstein zum nichtbeamteten außerordentlichen Professor ernannt. Er setzte seine Vorlesungstätigkeit fort, bis ihm 1935 als Jude von den Nationalsozialisten die Lehrbefugnis entzogen wurde.
Rothstein, der stets in einfachen Verhältnissen gelebt hatte, verlor nach der Entlassung seine einzige Erwerbsquelle. Um seinem Sohn die Emigration zu ermöglichen, verkaufte er vor 1934 seine Bibliothek. Er lebte zuletzt ohne Verwandte in Berlin-Charlottenburg und starb im Alter von 81 Jahren. Er wurde auf dem Jüdischen Friedhof Berlin-Weißensee beigesetzt.

## Schriften (Auswahl)
- De Tibulli codicibus, Berlin 1880.
- Die Elegien des Sextus Propertius, Berlin 1898. Zweite Auflage in zwei Teilen, Berlin 1920–1924 (Nachdruck New York 1979).
- Cicero in eigener Darstellung. Bilder aus seinem Leben. Für den Schulgebrauch ausgewählt von Max Rothstein, Bielefeld 1927.